# Karl Holmström
Karl Johan Holmström (ur. 22 marca 1925 w Bjurholm, zm. 22 czerwca 1974 w Jukkasjärvi) – szwedzki skoczek narciarski, zawodnik klubu IFK Kiruna, brązowy medalista olimpijski.

## Przebieg kariery
W 1952 wziął udział w igrzyskach olimpijskich w Oslo, zdobywając brązowy medal. Po pierwszej kolejce zajmował piąte miejsce, jednak w drugiej serii zdołał wyprzedzić znajdujących się bezpośrednio przed nim Anttiego Hyvärinena oraz Seppa Weilera. Lepsi od niego okazali się tylko dwaj Norwegowie: złoty medalista Arnfinn Bergmann i srebrny, Torbjørn Falkanger. Był to jedyny start olimpijski Holmströma.
Wystartował także na mistrzostwach świata w Lake Placid, gdzie zajął 16. miejsce. W 1953 podczas pierwszej edycji Turnieju Czterech Skoczni zajął dziewiąte miejsce w klasyfikacji generalnej. Zajął wtedy 17. miejsce w Garmisch-Partenkirchen, 5. miejsce w Oberstdorfie oraz szóste w Innsbrucku i Bischofshofen.
Trzy razy z rzędu zwyciężył w konkursie skoków narciarskich w czasie Szwedzkich Igrzyskach Narciarskich (1951-1953).

## Osiągnięcia

### Igrzyska olimpijskie
| Miejsce | Dzień     | Rok  | Miejscowość | Konkurs                         | Wynik     | Strata  | Zwycięzca        |
| ------- | --------- | ---- | ----------- | ------------------------------- | --------- | ------- | ---------------- |
| 3.      | 24 lutego | 1952 | Oslo        | Skocznia normalna indywidualnie | 219,5 pkt | 6,5 pkt | Arnfinn Bergmann |

### Mistrzostwa świata
| Miejsce | Dzień    | Rok  | Miejscowość | Konkurs                         | Wynik     | Strata | Zwycięzca      |
| ------- | -------- | ---- | ----------- | ------------------------------- | --------- | ------ | -------------- |
| 16.     | 1 lutego | 1950 | Lake Placid | Skocznia normalna indywidualnie | 220,4 pkt | ?      | Hans Bjørnstad |